# Jakabszállás
Jakabszállás é um município da Hungria, situado no condado de Bács-Kiskun. Tem 70,86 km² de área e sua população em 2015 foi estimada em 2.563 habitantes.